# سیتوسپورا
سیتوسپورا سرده‌ای از قارچ‌های کیسه‌ای است. گونه‌های سیتوسپورا در گیاه‌پزشکی به عنوان عامل بیماری‌زا شناخته می‌شوند.
زغالک سیتوسپورا که در فارسی آن را با نام شانکر سیتوسپورا نیز می‌شناسند به دست GB Ouellette در تمام مزارع صنوبرهای سفید و صنوبرهای نوئل نروژی بررسی و آزمایش شد و نیز در استان کبک و جاهای دیگر که صنوبر بومی آنجاست دیده شده‌است. این بیماری به ویژه در مزارع گراندمق، کبک از سال ۱۹۴۳ و در سن-لازار، کبک از سال ۱۹۵۵ همه‌گیر بوده‌است. دوره‌های مساعد برای عفونت در فواصل نسبتاً منظمی رخ داده‌است و میزان هجوم این زغالک سال‌به‌سال متفاوت است. رابطه آشکاری بین میزان بارندگی و دما از یک سو و شدت بیماری از سوی دیگر دیده نشده‌است.

## علائم بیماری در درختان میوه‌دار
علائم بیماری گیاهی زغالک سیتوسپورا روی سرشاخه‌ها، شاخه‌های قطور و در گیلاس روی تنه درخت دیده می‌شود. سرشاخه‌های مبتلا در حالی که پوست آنها کمی چروکیده شده خشک می‌شوند. از شاخه‌های آلوده و جوانه‌ها انگم تراوش شده و سرانجام این قسمت‌ها نیز می‌خشکند. روی شاخه‌های قطور و تنه درختان گیلاس مبتلا به بیماری معمولاً زغالک (شانکر) ایجاد می‌شود. درآغاز پوست قسمت‌های آلوده کمی تیره‌تر و فرورفته‌تر شده و به تدریج اندازه آن بزرگتر و تبدیل به زغالک می‌شود. در اطراف محل پیدایش شانکر معمولاً انگم ترشح می‌شود. ترشح انگم در گیلاس کمتر از هلو است.